# Freek Mariën
Freek Mariën (Gent, 1988) is schrijver en theatermaker.

## Levensloop
Hij studeerde Drama aan de KASK Gent.  
Samen met Carl von Winckelmann vormt hij de artistieke leiding van het theatergezelschap Het Kwartier in Mechelen, België. Hiernaast is hij gastdocent Schrijven aan LUCA Drama. 
Mariën won de Nederlands-Duitse Kaas & Kappes Dramatikerpreis 2012 en 2020, de Prijs voor de Letterkunde Oost-Vlaanderen 2014 en de Taalunie Toneelschrijfprijs (winnaar 2015, nominatie 2017 en 2019). Zijn toneelstukken worden uitgegeven door De Nieuwe Toneelbibliotheek. Zijn werk wordt regelmatig besproken. Enige stukken zijn vertaald in het Duits, Frans, Engels en Fins en werden gepresenteerd in lezingen en geënsceneerd door theaters in Europa en de USA.

## Prijzen en nominaties
- 2020 Winnaar Kaas & Kappes Dramatikerpreis met The Wetsuitman
- 2019 Nominatie Taalunie Toneelschrijfprijs met The Wetsuitman
- 2017 Nominatie Taalunie Toneelschrijfprijs met De schaar van de tsaar
- 2015 Winnaar Taalunie Toneelschrijfprijs met Wachten en andere heldendaden
- 2014 Winnaar Prijs voor de Letterkunde Oost-Vlaanderen met Vergiet
- 2012 Winnaar Kaas & Kappes Dramatikerpreis met Vergiet

### Toneelteksten
- 2025 Even pingpongen
- 2023 Alleman
- 2022 Freedom Club
- 2021 Field of view
- 2021 Een of andere Rus
- 2020 Kapot
- 2020 De Gemoederen
- 2020 Wildernis
- 2019 The Wetsuitman
- 2018 Het puin van Eden – samen met Carl von Winckelmann
- 2017 Wat ze zeggen van de olifant
- 2017 De schaar van de tsaar
- 2014 Wachten en andere heldendaden
- 2012 Altijd tijd voor taart
- 2011 Vergiet
- 2009 Derwazeens
- 2009 Iago [repetitie van het niets]